# بیچتون (جورجیا)
بیچتون (به انگلیسی: Beachton) یک منطقهٔ مسکونی در ایالات متحده آمریکا است که در شهرستان گریدی، جورجیا واقع شده‌است. بیچتون ۸۴٫۱۳ متر بالاتر از سطح دریا واقع شده‌است.